# Krusfrön
Krusfrön (Selinum) är ett släkte av flockblommiga växter. Krusfrön ingår i familjen flockblommiga växter.

## Bildgalleri

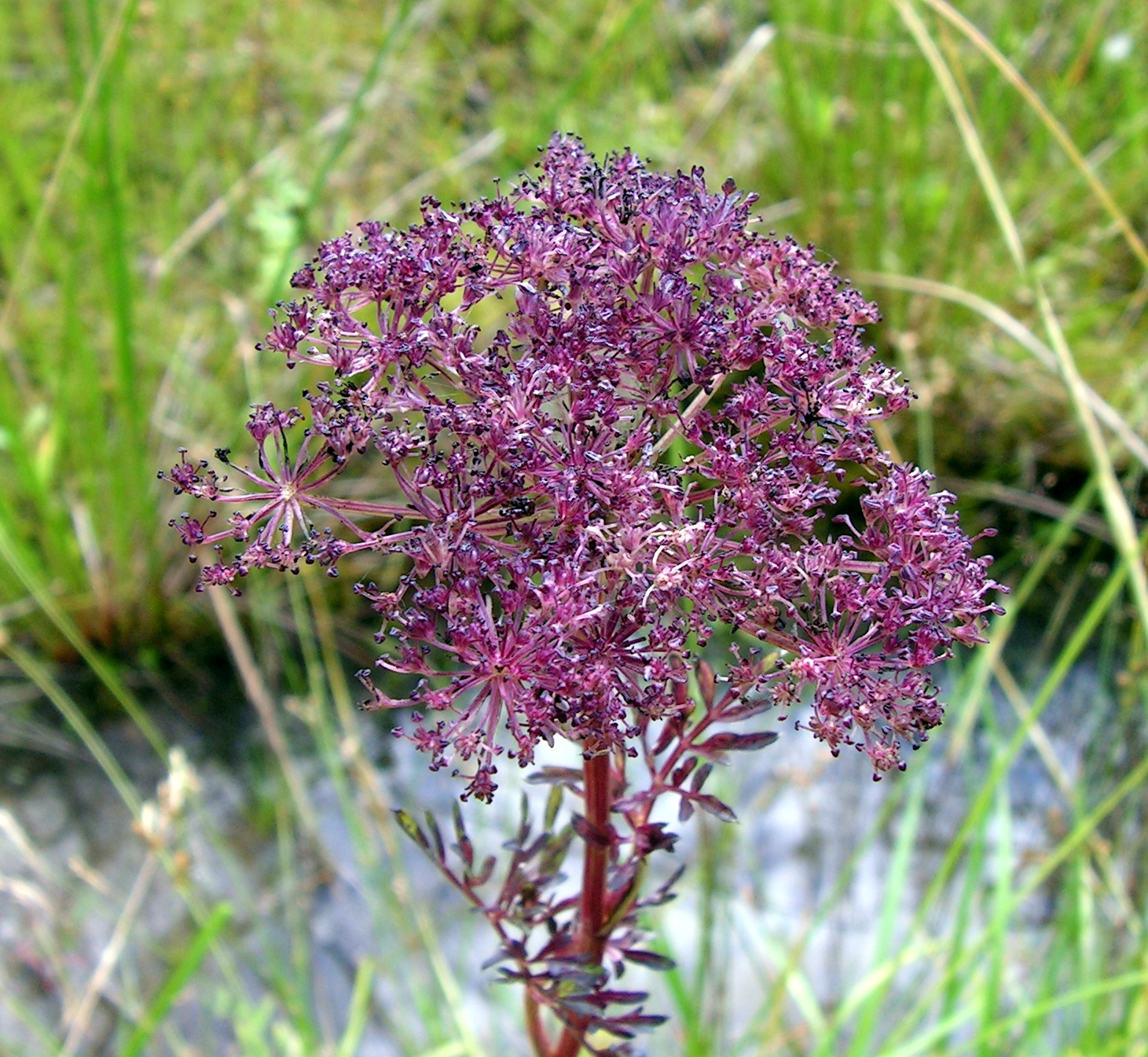
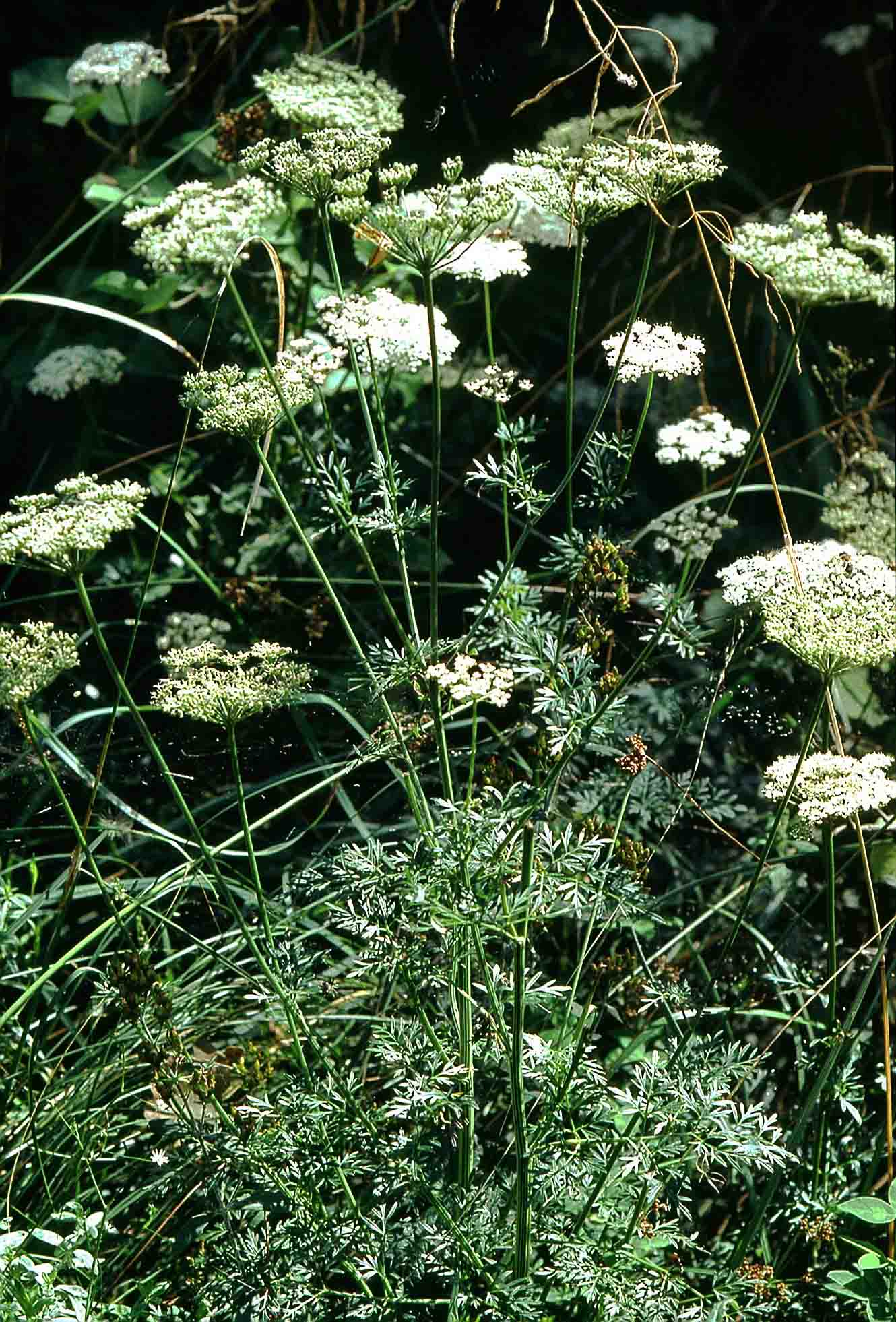

## Dottertaxa till Krusfrön, i alfabetisk ordning[1]
- Selinum acaule
- Selinum acutangulum
- Selinum afghanicum
- Selinum agasylloides
- Selinum agriangelica
- Selinum alatum
- Selinum alpestre
- Selinum alpinum
- Selinum alsaticum
- Selinum anesorrhizum
- Selinum anethum
- Selinum angelica
- Selinum angolense
- Selinum angulatum
- Selinum annuum
- Selinum appianum
- Selinum appuanum
- Selinum aquilegifolium
- Selinum arenosum
- Selinum argenteum
- Selinum aristatum
- Selinum aromaticum
- Selinum athamanta
- Selinum atropurpureum
- Selinum aureum
- Selinum austriacum
- Selinum balansae
- Selinum banaticum
- Selinum bellardi
- Selinum benthamii
- Selinum brevicaule
- Selinum bulbocastanum
- Selinum bupleurum
- Selinum candollei
- Selinum cantabrigense
- Selinum carniolicum
- Selinum carvifolia
- Selinum carvifolium
- Selinum casparyi
- Selinum cenolophioides
- Selinum cervicaria
- Selinum chabraei
- Selinum chrysostomiale
- Selinum cicutaria
- Selinum cicutarium
- Selinum cnidiifolium
- Selinum collinum
- Selinum coloratum
- Selinum coniifolium
- Selinum conioides
- Selinum copticum
- Selinum coriaceum
- Selinum creticum
- Selinum croceum
- Selinum cryptotaenium
- Selinum dauricum
- Selinum decipiens
- Selinum decussatum
- Selinum densiflorum
- Selinum depauperatum
- Selinum dimidiatum
- Selinum dioscoridis
- Selinum dissectum
- Selinum divaricatum
- Selinum dubium
- Selinum duriusculum
- Selinum elatum
- Selinum elegans
- Selinum filicaule
- Selinum fischeri
- Selinum fistulosum
- Selinum frutescens
- Selinum glaucum
- Selinum gmelini
- Selinum graveolens
- Selinum gummiferum
- Selinum hippomarathrum
- Selinum hoffmanni
- Selinum humile
- Selinum ibericum
- Selinum imperatorioides
- Selinum intermedium
- Selinum inundatum
- Selinum janotta
- Selinum juncoides
- Selinum kochii
- Selinum kraussianum
- Selinum kultiassovii
- Selinum lachenalii
- Selinum lactescens
- Selinum laevicaule
- Selinum latifolium
- Selinum lineare
- Selinum livonicum
- Selinum longicalycinum
- Selinum longifolium
- Selinum membranaceum
- Selinum meum
- Selinum multicaule
- Selinum mutellina
- Selinum myrrhis
- Selinum neglectum
- Selinum nigricans
- Selinum nigrum
- Selinum nitidum
- Selinum nodosum
- Selinum nullivittatum
- Selinum obscurum
- Selinum odoratum
- Selinum officinale
- Selinum opacum
- Selinum opopanax
- Selinum oreoselinum
- Selinum orientale
- Selinum ostericum
- Selinum paniculatum
- Selinum papyraceum
- Selinum pastinaca
- Selinum pauciradium
- Selinum perfoliatum
- Selinum peucedanoides
- Selinum peucedanum
- Selinum podolicum
- Selinum pollichii
- Selinum pratense
- Selinum protractum
- Selinum pseudorarvifolia
- Selinum pubescens
- Selinum pyrenaeum
- Selinum rablense
- Selinum rauunculoides
- Selinum razulii
- Selinum rigidulum
- Selinum rochelii
- Selinum scabrum
- Selinum schiwerekii
- Selinum seguieri
- Selinum seguirei
- Selinum sibiricum
- Selinum silaifolium
- Selinum silaus
- Selinum silvaticum
- Selinum silvestre
- Selinum simplex
- Selinum sinchianum
- Selinum sium
- Selinum spimosum
- Selinum spinosum
- Selinum spinulifolia
- Selinum stewartii
- Selinum striatum
- Selinum sublactescens
- Selinum suffruticosum
- Selinum sulcatum
- Selinum sylvestre
- Selinum tenuisectum
- Selinum tenuissimum
- Selinum thanschanicum
- Selinum tordyliastrum
- Selinum trinia
- Selinum turcomanicum
- Selinum turfosum
- Selinum tysselinum
- Selinum uliginosum
- Selinum univittatum
- Selinum vaginatum
- Selinum wallichianum
- Selinum venetum
- Selinum venosum
- Selinum verticillare
- Selinum verticillatum
- Selinum wilhelmsii
- Selinum villarsii